# Estación Tacna
La estación Tacna es la estación inicial del Ferrocarril Tacna-Arica situada en el cruce de las avenidas Gregorio Albarracín y 2 de Mayo. La estación, así como toda la estructura ferroviaria, es administrada por el Gobierno Regional de Tacna.
En su interior se encuentra el Museo Ferroviario Nacional de Tacna.